# 瞳ダイアリー
『瞳ダイアリー』（ひとみダイアリー）は、小原宗夫による日本の漫画作品。集英社『月刊少年ジャンプ』で1988年9月号から1990年7月号まで連載された。

## 作品概要
1980年代の『月刊少年ジャンプ』（月ジャン）全盛期を飾ったお色気漫画の1作品。当時の月ジャンは講談社『月刊少年マガジン』と激しい部数争いを繰り広げていたが、小原と担当編集者の打ち合わせで出された「男の子のために色々と尽くしてくれる女の子」と言うアイデアから「ボランティア活動に従事する少女」と言う設定が決まる。当時の月ジャン編集長はお色気路線に乗り気ではなく、連載第1回のコンテを提示された時に「本当は押したくないのだが、時代のニーズには逆らえない」と漏らしていたという。
基本的に1話完結形式で特定の異性間の恋愛をテーマにしたラブコメディではなく、主人公の瞳が（飽くまでも、ボランティア活動中のハプニングや様々な不可抗力によって）人前で全裸を晒したり異性との身体的接触を強いられると言う流れになっており、エピソードによっては裏ビデオへの出演や疑似パイズリ、強姦未遂などの少年漫画雑誌掲載作品としては相当に過激な描写も含まれている。

## あらすじ
私立東西南北高校2年生の河合瞳はボランティア活動を志願し、財団法人「明日に向かってボランティア協会」へ会員登録するための面接を受けた。その席上、面接に立ち会った理事がローアングルでスカートの中を覗き込もうとしたのに驚いて思わず引っぱたいてしまうが、理事からの「高齢者はつい前かがみになってしまうので下心からスカートを覗いたとは限らない、いついかなる時も相手の立場を考えて奉仕するのがボランティア精神である」と言う反論に納得し、会員として「1日に1人以上を笑顔にする」ことを活動目標に体を張ったボランティア活動の日々を送ることになる。

## 登場人物
河合 瞳（かわい ひとみ）
主人公。私立東西南北高校2年B組に在籍する16歳の女子高生。増刊掲載の読み切りでは大学に進学し、教育実習生となっている。
ジャンプ・コミックス版第4巻掲載のプロフィールによれば身長160cm、スリーサイズはB86 / W58 / H87とされている。作中では何度か民法上で婚姻可能な年齢であることを意識しているが、特定の男性と相思相愛になることはなく何度も危険な目に遭いながらも処女を貫いている。
「白衣の天使」と称えられたナイチンゲールを尊敬しており、自分も人の役に立ちたいとボランティア活動を志願し財団法人「明日に向かってボランティア協会」の面接を経て会員登録した。それ以降、自発的もしくは協会からの斡旋により様々なボランティア活動に従事しているが、その度に危険な目に遭ったりお色気騒動に巻き込まれたりしている。羞恥心は人並みに持ち合わせているものの相手のためを思って（もしくは相手の口から出まかせに騙されながらも）我慢しているが、騙されたことに気付いた場合は相応の反撃をすることもある。多くの男性は瞳の肢体に惑わされ、欲情しながらも純粋に献身を志す姿勢に心を打たれて改心したり奮起を促されたりし、悩みを解決するのが基本的なパターン。時には第1話の写真館の親子のように、瞳に欲情のまま裏ビデオへの出演を強制して破滅するようなパターンもある。
家庭は一軒家で母と姉が登場しているが、余り話には絡まない。

## 単行本
- 小原宗夫『瞳ダイアリー』集英社〈ジャンプ・コミックス〉、全4巻

1. 1989年3月初版 ISBN 4-08-871511-X
2. 1989年9月初版 ISBN 4-08-871512-8
3. 1990年4月初版 ISBN 4-08-871513-6
4. 1990年9月初版 ISBN 4-08-871514-4

連載中の1989年に『ジャンプオリジナル』4月増刊号で掲載された番外編（教育実習生編）は収録されなかった。
- 小原宗夫『瞳ダイアリー』英知出版〈トラウママンガブックス〉Vol.1、単巻

2001年8月初版 ISBN 4-7542-3202-X
連載全23回分と初版で未収録となった番外編、新規描き起こしエピソードの「21st Century」を収録。
- 小原宗夫『瞳ダイアリー 新装版』復刊ドットコム、単巻

2017年8月初版 ISBN 978-4-8354-5505-1
トラウママンガブックスを底本にしており「21st Century」も収録。番外編は雑誌掲載時のカラー原稿を復元している。
新装版の刊行に当たって復刊ドットコムは「編集部の調査では小原氏の消息を把握できなかった」として著作権情報センターのサイトに情報提供を求める広告を掲載し、同年9月21日付で文化庁が著作権法（第67条、103条）で定められた裁定制度に基づく許諾を行った。